# Università islamica di Gaza
L'Università islamica di Gaza (in arabo الجامعة الإسلامية بغزة‎?; in inglese Islamic University of Gaza, IUG) è un'università statale palestinese fondata nel 1978 e con sede a Gaza.
L'università, posta sotto l'egida del Ministero dell'istruzione e dell'istruzione superiore palestinese, è suddivisa in 11 facoltà e include l'ospedale dell'Amicizia turco-palestinese.

## Facoltà
- Facoltà di Arte
- Facoltà di Ingegneria
- Facoltà di Infermieristica
- Facoltà di Scienze
- Facoltà di Economia e Scienze dell'amministrazione
- Facoltà di Tecnologia dell'informazione
- Facoltà di Scienze dell'educazione
- Facoltà di Shari'a e Giurisprudenza
- Facoltà di Medicina
- Facoltà di Scienze della salute
- Facoltà di Usul al-Dīn